# کلاویکورد
کلاویکورد (به انگلیسی: Clavichord) یک ساز شستی‌دار مشابه کیبورد است. این ساز سال‌های زیادی به‌ویژه در قرن شانزدهم، هفدهم و هیجدهم بسیار معروف بود.

## تاریخچه
از لحاظ تاریخی بیشتر به عنوان وسیلهٔ تمرینی و برای کمک به نواختن قطعات هنری استفاده می‌شد و صدایش برای اجراهای بزرگتر کافی نبود (مشکلی که در اواسط قرن بیستم با اختراع (کلاوینت Clavinet) حل شد.

## نواختن
در کلاویکورد با ضربه زدن به سیم‌های برنجی یا آهنی با تیغهٔ‌های کوچکی که تنجنت نامیده می‌شوند صدا تولید می‌شود. ارتعاشات از طریق پل به تختهٔ موجد صدا منتقل می‌شود. کلاویکورد در اوایل قرن چهاردهم اختراع شد.